# Copa Desafío Europeo de Rugby 2023-24
La Copa Desafío Europeo de Rugby 2023-24, conocida internacionalmente como Challenge Cup 2023-2024 (en inglés: Copa Desafío 2023-2024), fue la temporada correspondiente a 2023 y 2024 de la Copa Desafío Europeo de Rugby, que enfrenta a veintidós equipos de rugby union europeos y sudafricanos.
El formato de la competición vuelve a cambiar respecto a años anteriores. A partir de esta temporada, dieciocho equipos están clasificados y divididos en tres grupos de seis, que compiten parcialmente en cuatro partidos. Los primeros cuatro equipos de cada grupo se clasifican para los octavos de final. A ellos se unen en este nivel de la competición cuatro equipos de la Copa de Campeones que ocupan el quinto lugar en su grupo.
Por primera vez en la historia de la competición, un equipo georgiano participa en el torneo. Esta es la franquicia Black Lion, de la capital del país, Tiflis.
La competición se desarrolló del 8 de diciembre de 2023 al 24 de mayo de 2024. La final se juega en el Tottenham Hotspur Stadium de Londres (Reino Unido).

## Presentación

### Equipos en competencia
Dieciocho equipos entran en la competición durante la fase de grupos, como resultado - para dieciséis de ellos - de no clasificarse para la Copa de Campeones durante la temporada anterior:
- Los equipos que ocuparon el puesto 10 y 11 en la Premiership.
- Los seis equipos del Top 14 no clasificados para la Copa de Campeones, sin importar si ya eran de la categoría o fueron ascendidos desde Pro D2.
- Las ocho franquicias del United Rugby Championship que no se clasificaron para la Copa de Campeones, es decir los equipos peor clasificados en la clasificación general excepto los equipos del primer grupo.

Hay que tener en cuenta que ocho plazas de clasificación para la Copa de Campeones están asignadas a la Premiership, los equipos de esta liga clasificados para la Copa Desafío normalmente salen del 9.º puesto. Sin embargo, los London Irish, clasificados en 5.º, están excluidos del campeonato inglés y de las competiciones del EPCR para la temporada 2023-2024 debido a dificultades financieras. Los Bristol Bears, clasificados en 9.º lugar, acceden por tanto a la Copa de Campeones y sólo dos equipos de la Premiership están clasificados para la Copa Desafío.
Los clubes clasificados fueron los siguientes:
| - Bristol Bears (repesca de la Copa de Campeones) - Gloucester Rugby - Newcastle Falcons | - Castres Olympique - ASM Clermont Auvergne - Montpellier HR - Section Paloise - USA Perpignan - Oyonnax Rugby | - Sharks - Lions - Benetton Treviso - Edinburgh Rugby - Ospreys - Scarlets - Dragons RFC - Zebre Parma |

Para completar la competición y alcanzar el número de dieciocho equipos, la EPCR invita a dos equipos adicionales. Su identidad fue anunciada el 6 de julio de 2023:
- Cheetahs
- Black Lion

### Calendario
El 30 de marzo de 2023, la EPCR anunció las fechas previstas para la temporada 2023-2024.
| Jornada                                    | Fecha | Equipos participantes |
| ------------------------------------------ | --- | --------------------- |
| Fase de grupos Sorteo: 21 de junio de 2023 | |                       |
| Día 1 Día 2 Día 3 Día 4                    | 8/9/10 de diciembre de 2023 15/16/17 de diciembre de 2023 12/13/14 de enero de 2024 19/20/21 de enero de 2024 | 18                    |
| Fase eliminatoria                          | |                       |
| Octavos de final                           | 5/6/7 de abril de 2024                                                                                        | 16                    |
| Cuartos de final                           | 12/13/14 de abril de 2024                                                                                     | 8                     |
| Semifinales                                | 3/4/5 de mayo de 2024                                                                                         | 4                     |
| Final                                      | 24 de mayo de 2024                                                                                            | 2                     |

## Fase de grupos

### Sorteo
El sorteo se realizó el 21 de junio de 2023 alrededor de las 13:30 horas, en el Tottenham Hotspur Stadium de Londres.
Se abandona el sistema de sombrero utilizado en años anteriores. Los equipos se sortean uno tras otro y se ubican en tres grupos de seis equipos cada uno. El primer equipo sorteado se coloca en el grupo A, el segundo en el grupo B, el tercero en el grupo C, el cuarto en el grupo A y así sucesivamente. No obstante, el sorteo debe respetar ciertos principios clave. Si al sortear un equipo no se respeta un principio, entonces se coloca en el siguiente grupo y el sorteo se reanuda desde el grupo en el que el club anterior no pudo clasificarse. Los principios clave son:
- Cada grupo debe contener dos equipos Top 14.
- Los dos clubes de la Premiership deben dividirse en grupos diferentes.
- Los dos clubes invitados deberán estar separados en grupos diferentes.
- Los clubes URC que pertenecen a una misma conferencia (o shield en inglés) no pueden encontrarse en el mismo grupo. Así, los equipos galeses de Ospreys, Dragons RFC y Scarlets estarán en grupos diferentes. Lo mismo ocurre con los equipos sudafricanos Sharks y Lions, así como con los equipos escocés e italiano Edinburgh Rugby, Benetton Treviso y Zebre Parma, que juegan en la misma conferencia.[5]

### Formato y normativa
En la primera fase de la competición los equipos disputarán cuatro partidos de clasificación. Cada equipo se enfrenta así a otros cuatro equipos, una sola vez, en casa o fuera. Además, no hay partidos entre clubes de la misma liga a excepción de los equipos de la URC.
Al final de la primera fase, los cuatro primeros equipos de cada uno de los grupos se clasifican para los octavos de final, a los que se unen cuatro clubes cedidos de la Copa de Campeones.
Las clasificaciones se establecen siguiendo las siguientes reglas:
- 4 puntos de ranking por una victoria;
- 2 puntos de clasificación por empate;
- 1 punto de bonificación en la clasificación si el equipo anota 4 o más ensayos;
- 1 punto de bonificación en el ranking si el equipo pierde por 7 puntos o menos.

En caso de empate en la clasificación entre uno o más equipos, se contará, en orden:
1. Mayor diferencia de puntos;
2. Número de ensayos anotados;
3. Número de jugadores suspendidos por incidentes disciplinarios, en orden ascendente.

Si persiste el empate, se realizará un sorteo entre los equipos implicados.

### Partidos y clasificaciones
Los partidos de la fase de grupos se disputarán durante cuatro fines de semana del 8 de diciembre de 2023 al 21 de enero de 2024.
Leyenda de las clasificaciones 
     Clasificación a octavos de final
Leyenda de resultados 
     Victoria en casa
     Empate
     Victoria del equipo visitante

#### Grupo A
| Clasificación (últ. partidos el 21 de enero de 2024) |                 |   |   |   |   |    |    |     |     |      |      |
| Pos.                                                 | Club            | P | V | E | D | BO | BD | PA  | PE  | Dif. | Pts. |
| 1                                                    | Sharks          | 4 | 3 | 0 | 1 | 4  | 1  | 141 | 53  | +88  | 17   |
| 2                                                    | Section Paloise | 4 | 3 | 0 | 1 | 0  | 0  | 90  | 113 | -23  | 12   |
| 3                                                    | Cheetahs        | 4 | 2 | 0 | 2 | 2  | 1  | 112 | 105 | +7   | 11   |
| 4                                                    | Zebre Parma     | 4 | 2 | 0 | 2 | 1  | 1  | 83  | 92  | -9   | 10   |
| 5                                                    | Dragons RFC     | 4 | 1 | 0 | 3 | 1  | 2  | 71  | 80  | -9   | 7    |
| 6                                                    | Oyonnax Rugby   | 4 | 1 | 0 | 3 | 1  | 1  | 56  | 110 | -54  | 6    |

| Resultados (↓ Local; Visitante →) | CHE   | PAU   | DRA   | ZEB   | OYO  | SHA   |
| Cheetahs                          | —     | 20-33 | —     | —     | —    | 32-29 |
| Section Paloise                   | —     | —     | 24-21 | 28-27 | —    | —     |
| Dragons RFC                       | —     | —     | —     | —     | 24-7 | 9-29  |
| Zebre Parma                       | 15-33 | —     | 20-17 | —     | —    | —     |
| Oyonnax Rugby                     | 28-27 | —     | —     | 14-21 | —    | —     |
| Sharks                            | —     | 45-5  | —     | —     | 38-7 | —     |

#### Grupo B
| Clasificación (últ. partidos el 21 de enero de 2024) |                   |   |   |   |   |    |    |     |     |      |      |
| Pos.                                                 | Club              | P | V | E | D | BO | BD | PA  | PE  | Dif. | Pts. |
| 1                                                    | Benetton Treviso  | 4 | 3 | 0 | 1 | 3  | 0  | 147 | 87  | +60  | 15   |
| 2                                                    | Montpellier HR    | 4 | 3 | 0 | 1 | 2  | 0  | 94  | 54  | +40  | 14   |
| 3                                                    | Ospreys           | 4 | 3 | 0 | 1 | 2  | 0  | 111 | 103 | +8   | 14   |
| 4                                                    | Lions             | 4 | 2 | 0 | 2 | 2  | 0  | 94  | 76  | +18  | 10   |
| 5                                                    | Newcastle Falcons | 4 | 1 | 0 | 3 | 0  | 1  | 82  | 139 | -57  | 5    |
| 6                                                    | USA Perpignan     | 4 | 0 | 0 | 4 | 0  | 0  | 45  | 114 | -69  | 0    |

| Resultados (↓ Local; Visitante →) | OSP   | PER  | NEW   | LIO   | MON   | BEN   |
| Ospreys                           | —     | 25-3 | —     | —     | —     | 43-34 |
| USA Perpignan                     | —     | —    | 23-32 | 12-28 | —     | —     |
| Newc. Falcons                     | —     | —    | —     | —     | 19-24 | 18-57 |
| Lions                             | 28-38 | —    | 35-13 | —     | —     | —     |
| Montpellier HR                    | 38-5  | —    | —     | 13-3  | —     | —     |
| Benetton Treviso                  | —     | 29-7 | —     | —     | 27-19 | —     |

#### Grupo C
| Clasificación (últ. partidos el 21 de enero de 2024) |                   |    |   |   |   |    |    |     |     |      |      |
| Pos.                                                 | Club              | P  | V | E | D | BO | BD | PA  | PE  | Dif. | Pts. |
| 1                                                    | Gloucester Rugby  | 44 | 4 | 0 | 0 | 1  | 0  | 99  | 52  | +47  | 17   |
| 2                                                    | ASM Clermont      | 4  | 3 | 0 | 1 | 3  | 0  | 122 | 66  | +56  | 15   |
| 3                                                    | Edinburgh Rugby   | 4  | 2 | 0 | 2 | 2  | 1  | 103 | 92  | +11  | 11   |
| 4                                                    | Castres Olympique | 4  | 2 | 0 | 2 | 2  | 0  | 88  | 91  | -3   | 10   |
| 5                                                    | Black Lion        | 4  | 1 | 0 | 3 | 0  | 1  | 42  | 86  | -44  | 5    |
| 6                                                    | Scarlets          | 4  | 0 | 0 | 4 | 0  | 0  | 59  | 126 | -67  | 0    |

| Resultados (↓ Local; Visitante →) | EDI   | CAS   | ASM   | BLA  | GLO   | SCA   |
| Edinburgh Rugby                   | —     | 34-21 | —     | —    | 20-21 | —     |
| Castres Olympique                 | —     | —     | —     | 28-6 | —     | 34-16 |
| ASM Clermont                      | 31-18 | —     | —     | —    | —     | 38-17 |
| Black Lion                        | —     | —     | 3-36  | —    | 10-15 | —     |
| Gloucester Rugby                  | —     | 35-5  | 28-17 | —    | —     | —     |
| Scarlets                          | 19-31 | —     | —     | 7-23 | —     | —     |

## Fase eliminatoria
La fase eliminatoria comienza el fin de semana del 5 de abril de 2024 con los octavos de final entre los dieciséis equipos clasificados. A los cuatro mejores equipos de cada grupo se unen cuatro equipos repescados de la Copa de Campeones. Estos equipos están clasificados para determinar los rivales de octavos de final y toda la fase eliminatoria, así como los equipos con ventaja de jugar en casa:
- Los ganadores del grupo de la Challenge Cup ocupan 1 al 3 puesto;
- los subcampeones de la Challenge Cup ocupan el puesto 4 al 6;
- los dos mejores terceros clasificados de la Challenge Cup ocupan 7 y 8 puesto;
- Los cuatro seleccionados de la Copa de Campeones están clasificados del 9 al 12;
- el peor tercero de grupo en la Challenge Cup ocupa el puesto 13;
- el cuarto grupo de la Copa Desafío ocupa el puesto 14 al 16.

Los equipos con la misma clasificación en la fase de grupos del European Challenge y los transferidos a la Copa de Europa se deciden, por orden, según los siguientes criterios:
- Número de puntos de clasificación acumulados
- Mayor diferencia de puntos;
- Número de ensayos anotados;
- Número de jugadores suspendidos por incidentes disciplinarios, en orden ascendente.

Si persiste el empate, se procederá a un sorteo entre los equipos afectados.
| N.º | Club              | Grupo | Pos. | Pts. | Dif. | Em. |
| --- | ----------------- | ----- | ---- | ---- | ---- | --- |
| 1   | Sharks            | A     | 1.ª  | 17   | +88  | 21  |
| 2   | Gloucester Rugby  | C     | 1.ª  | 17   | +47  | 9   |
| 3   | Benetton Treviso  | B     | 1.ª  | 15   | +60  | 19  |
| 4   | ASM Clermont      | C     | 2.ª  | 15   | +56  | 17  |
| 5   | Montpellier HR    | B     | 2.ª  | 14   | +40  | 15  |
| 6   | Section Paloise   | A     | 2.ª  | 12   | -23  | 10  |
| 7   | Ospreys           | B     | 3.ª  | 14   | +8   | 15  |
| 8   | Edinburgh Rugby   | C     | 3.ª  | 11   | +11  | 15  |
| 13  | Cheetahs          | A     | 3.ª  | 11   | +7   | 14  |
| 14  | Lions             | B     | 4.ª  | 10   | +18  | 10  |
| 15  | Castres Olympique | C     | 4.ª  | 10   | -3   | 13  |
| 16  | Zebre Parma       | A     | 4.ª  | 10   | -9   | 11  |

| N.º | Club             | Grupo | Pts. | Dif. | Em. |
| --- | ---------------- | ----- | ---- | ---- | --- |
| 9   | Aviron Bayonnais | C     | 8    | -25  | 11  |
| 10  | Sale Sharks      | D     | 6    | -7   | 13  |
| 11  | Ulster           | A     | 6    | -52  | 13  |
| 12  | Connacht         | B     | 5    | -59  | 12  |

     Jugará en octavos como local
     Jugará en octavos como visitante

### Cuadro final
|  | Octavos de final  | Octavos de final  |                  |    | Cuartos de final     | Cuartos de final     |  |  | Semifinales | Semifinales |  |  | Final      | Final      |
|  | 5, 6 y 7 de abril | 5, 6 y 7 de abril |                  |    | 12, 13 y 14 de abril | 12, 13 y 14 de abril |  |  | 4 de mayo   | 4 de mayo   |  |  | 24 de mayo | 24 de mayo |
|  |                   |                   |                  |    |                      |                      |  |  |             |             |  |  |            |            |
|  |                   |                   |                  |    |                      |                      |  |  |             |             |  |  |            |            |
|  |                   |                   |                  |    |                      |                      |  |  |             |             |  |  |            |            |
|  | Sharks            | 47                |                  |    |                      |                      |  |  |             |             |  |  |            |            |
|  | Sharks            | 47                |                  |    |                      |                      |  |  |             |             |  |  |            |            |
|  | Zebre Parma       | 3                 |                  |    |                      |                      |  |  |             |             |  |  |            |            |
|  | Zebre Parma       | 3                 | Sharks           | 36 |                      |                      |  |  |             |             |  |  |            |            |
|  |                   |                   |                  | 36 |                      |                      |  |  |             |             |  |  |            |            |
|  |                   | Edinburgh Rugby   | 30               |    |                      |                      |  |  |             |             |  |  |            |            |
|  | Edinburgh Rugby   | Edinburgh Rugby   | 30               | 33 |                      |                      |  |  |             |             |  |  |            |            |
|  | Edinburgh Rugby   |                   |                  | 33 |                      |                      |  |  |             |             |  |  |            |            |
|  | Aviron Bayonnais  | 15                |                  |    |                      |                      |  |  |             |             |  |  |            |            |
|  | Aviron Bayonnais  | 15                | Sharks           | 32 |                      |                      |  |  |             |             |  |  |            |            |
|  |                   |                   |                  | 32 |                      |                      |  |  |             |             |  |  |            |            |
|  |                   | ASM Clermont      | 31               |    |                      |                      |  |  |             |             |  |  |            |            |
|  | ASM Clermont      | ASM Clermont      | 31               | 27 |                      |                      |  |  |             |             |  |  |            |            |
|  | ASM Clermont      |                   |                  | 27 |                      |                      |  |  |             |             |  |  |            |            |
|  | Cheetahs          | 22                |                  |    |                      |                      |  |  |             |             |  |  |            |            |
|  | Cheetahs          | 22                | ASM Clermont     | 53 |                      |                      |  |  |             |             |  |  |            |            |
|  |                   |                   |                  | 53 |                      |                      |  |  |             |             |  |  |            |            |
|  |                   | Ulster            | 14               |    |                      |                      |  |  |             |             |  |  |            |            |
|  | Montpellier HR    | Ulster            | 14               | 17 |                      |                      |  |  |             |             |  |  |            |            |
|  | Montpellier HR    |                   |                  | 17 |                      |                      |  |  |             |             |  |  |            |            |
|  | Ulster            | 40                |                  |    |                      |                      |  |  |             |             |  |  |            |            |
|  | Ulster            | 40                | Sharks           | 36 |                      |                      |  |  |             |             |  |  |            |            |
|  |                   |                   |                  | 36 |                      |                      |  |  |             |             |  |  |            |            |
|  |                   | Gloucester Rugby  | 22               |    |                      |                      |  |  |             |             |  |  |            |            |
|  | Gloucester Rugby  | Gloucester Rugby  | 22               | 30 |                      |                      |  |  |             |             |  |  |            |            |
|  | Gloucester Rugby  |                   |                  | 30 |                      |                      |  |  |             |             |  |  |            |            |
|  | Castres Olympique | 25                |                  |    |                      |                      |  |  |             |             |  |  |            |            |
|  | Castres Olympique | 25                | Gloucester Rugby | 23 |                      |                      |  |  |             |             |  |  |            |            |
|  |                   |                   |                  | 23 |                      |                      |  |  |             |             |  |  |            |            |
|  |                   | Ospreys           | 13               |    |                      |                      |  |  |             |             |  |  |            |            |
|  | Ospreys           | Ospreys           | 13               | 23 |                      |                      |  |  |             |             |  |  |            |            |
|  | Ospreys           |                   |                  | 23 |                      |                      |  |  |             |             |  |  |            |            |
|  | Sale Sharks       | 13                |                  |    |                      |                      |  |  |             |             |  |  |            |            |
|  | Sale Sharks       | 13                | Gloucester Rugby | 40 |                      |                      |  |  |             |             |  |  |            |            |
|  |                   |                   |                  | 40 |                      |                      |  |  |             |             |  |  |            |            |
|  |                   | Benetton Treviso  | 23               |    |                      |                      |  |  |             |             |  |  |            |            |
|  | Benetton Treviso  | Benetton Treviso  | 23               | 27 |                      |                      |  |  |             |             |  |  |            |            |
|  | Benetton Treviso  |                   |                  | 27 |                      |                      |  |  |             |             |  |  |            |            |
|  | Lions             | 17                |                  |    |                      |                      |  |  |             |             |  |  |            |            |
|  | Lions             | 17                | Benetton Treviso | 39 |                      |                      |  |  |             |             |  |  |            |            |
|  |                   |                   |                  | 39 |                      |                      |  |  |             |             |  |  |            |            |
|  |                   | Connacht          | 24               |    |                      |                      |  |  |             |             |  |  |            |            |
|  | Section Paloise   | Connacht          | 24               | 30 |                      |                      |  |  |             |             |  |  |            |            |
|  | Section Paloise   |                   |                  | 30 |                      |                      |  |  |             |             |  |  |            |            |
|  | Connacht          | 40                |                  |    |                      |                      |  |  |             |             |  |  |            |            |
|  | Connacht          | 40                |                  |    |                      |                      |  |  |             |             |  |  |            |            |

### Octavos de final
Los octavos de final se jugarán a una sola ronda los días 5, 6 y 7 de abril de 2024. Los equipos mejor clasificados durante la fase de grupos juegan en casa.

### Cuartos de final
Los cuartos de final se jugarán a una ronda el fin de semana del 12 de abril de 2024. Los equipos mejor clasificados durante la fase de grupos juegan en casa.

### Semifinales
Las semifinales se jugarán a una ronda el fin de semana del 3 de mayo de 2024. Los equipos mejor clasificados durante la fase de grupos juegan en casa.

### Final
La final se jugará el viernes 24 de mayo de 2024 en el Tottenham Hotspur Stadium de Londres.
| Copa Desafío Europeo de Rugby (Final); 24 de mayo de 2024 | Gloucester Rugby | 22 - 36 | Sharks | Tottenham Hotspur Stadium, Londres (Reino Unido)           |  |
|                                                           |                  |         |        | Asistencia: 34.761 espectadores Árbitro(s): Mathieu Raynal |  |

| Gloucester Rugby 22 | Gloucester Rugby 22                                                | Sharks 36                                                          | Sharks 36 |
| --- | ------------------------------------------------------------------ | ------------------------------------------------------------------ | --- |
| 24 de mayo de 2024 Tottenham Hotspur Stadium |                                                                    |                                                                    | |
| 40' Jamal Ford-Robinson | 1                                                                  | 1                                                                  | Ox Nche 69' |
| 40' Seb Blake | 2                                                                  | 2                                                                  | Bongi Mbonambi 69' |
| 40' Fraser Balmain | 3                                                                  | 3                                                                  | Vincent Koch 69' |
| Freddie Clarke | 4                                                                  | 4                                                                  | Eben Etzebeth |
| 55' Arthur Clark | 5                                                                  | 5                                                                  | Gerbrandt Grobler 76' |
| 64' Ruan Ackermann | 6                                                                  | 6                                                                  | James Venter 76' |
| Lewis Ludlow | 7                                                                  | 7                                                                  | Vincent Tshituka |
| Zach Mercer | 8                                                                  | 8                                                                  | Phepsi Buthelezi |
| 56' Caolan Englefield | 9                                                                  | 9                                                                  | Grant Williams 71' |
| Adam Hastings | 10                                                                 | 10                                                                 | Siya Masuku |
| Ollie Thorley | 11                                                                 | 11                                                                 | Makazole Mapimpi |
| 56' Seb Atkinson | 12                                                                 | 12                                                                 | Francois Venter |
| Chris Harris | 13                                                                 | 13                                                                 | Ethan Hooker |
| 76' Jonny May | 14                                                                 | 14                                                                 | Werner Kok |
| Santiago Carreras | 15                                                                 | 15                                                                 | Aphelele Fassi 6' 74' |
| Entrenadores |                                                                    |                                                                    | |
| George Skivington | DT                                                                 | DT                                                                 | John Plumtree |
| Suplentes |                                                                    |                                                                    | |
| 40' Santiago Socino · 40' Mayco Vivas · 40' Kiril Gotovtsev · 55' Albert Tuisue · 64' Jack Clement · 56' Stephen Varney · 56' Max Llewellyn · 76' Josh Hathaway | 16 17 18 19 20 21 22 23                                            | 16 17 18 19 20 21 22 23                                            | Fez Mbatha 69' · Ntuthuko Mchunu 69' · Hanro Jacobs 69' · Lappies Labuschagne 76' · Dylan Richardson 76' · Cameron Wright 71' · Curwin Bosch 74' · Eduan Keyter                                                                                        |
| Árbitro/s |                                                                    |                                                                    | |
| Mathieu Raynal |                                                                    |                                                                    | |
| Desarrollo |                                                                    |                                                                    | |
| 3:3 - Carreras (Pen.) 8:29 Tuisue 10:29 - Hastings (Con.) 15:36 Socino 17:36 - Hastings (Con.) 22:36 Clarke                                                     | 6' 14' 22' 25' 26' 30' 36' 49' 52' 54' 55' 57' 59' 60' 75' 76' 78' | 6' 14' 22' 25' 26' 30' 36' 49' 52' 54' 55' 57' 59' 60' 75' 76' 78' | 6' Aphelele Fassi · (Pen.) Masuku - 0:3 · Buthelezi 3:8 · (Con.) Masuku - 3:10 · (Pen.) Masuku - 3:13 · (Pen.) Masuku - 3:16 · (Pen.) Masuku - 3:19 · (Pen.) Masuku - 3:22 · Fassi 3:27 · (Con.) Masuku - 3:29 · Mapimpi 10:34 · (Con.) Masuku - 10:36 |
| |                                                                    |                                                                    | |
| Ficha del partido |                                                                    |                                                                    | |

## Estadísticas y precios

### Mejores directores
| Ranking | Jugador          | Club             | Ensayos | Trans. | Pen. | Drops | Puntos |
| ------- | ---------------- | ---------------- | ------- | ------ | ---- | ----- | ------ |
| 1       | Ruan Pienaar     | Cheetahs         | 1       | 9      | 8    | -     | 47     |
| 2       | Anthony Belleau  | ASM Clermont     | 2       | 13     | 2    | -     | 42     |
| 3       | Tomás Albornoz   | Benetton Treviso | 3       | 6      | 3    | -     | 36     |
| -       | Curwin Bosch     | Sharks           | -       | 15     | 2    | -     | 36     |
| -       | Jacob Umaga      | Benetton Treviso | 1       | 11     | 3    | -     | 36     |
| 6       | Cai Evans        | Dragons          | -       | 1      | 10   | -     | 32     |
| -       | Luka Matkava     | Black Lion       | 1       | 3      | 7    | -     | 32     |
| 8       | Jordan Hendrikse | Lions            | -       | 1      | 8    | -     | 26     |
| -       | Adam Hastings    | Gloucester Rugby | 1       | 3      | 5    | -     | 26     |
| 10      | Axel Desperes    | Section Paloise  | -       | 5      | 5    | -     | 25     |

### Mejores marcadores
| Rango | Jugador          | Club             | Ensayos |
| ----- | ---------------- | ---------------- | ------- |
| 1     | Simone Gesi      | Zebre            | 5       |
| -     | Onisi Ratave     | Benetton Treviso | 5       |
| 3     | Dewi Lake        | Ospreys          | 4       |
| -     | Makazole Mapimpi | Sharks           | 4       |
| 5     | Diez jugadores   | Diez jugadores   | 3       |